# تیم مورهاوس
تیم مورهاوس (انگلیسی: Tim Morehouse؛ زادهٔ ۲۹ ژوئیهٔ ۱۹۷۸) شمشیرباز اهل ایالات متحده آمریکا است.